# Mouvement MeToo
Cet article possède un paronyme, voir Me too.

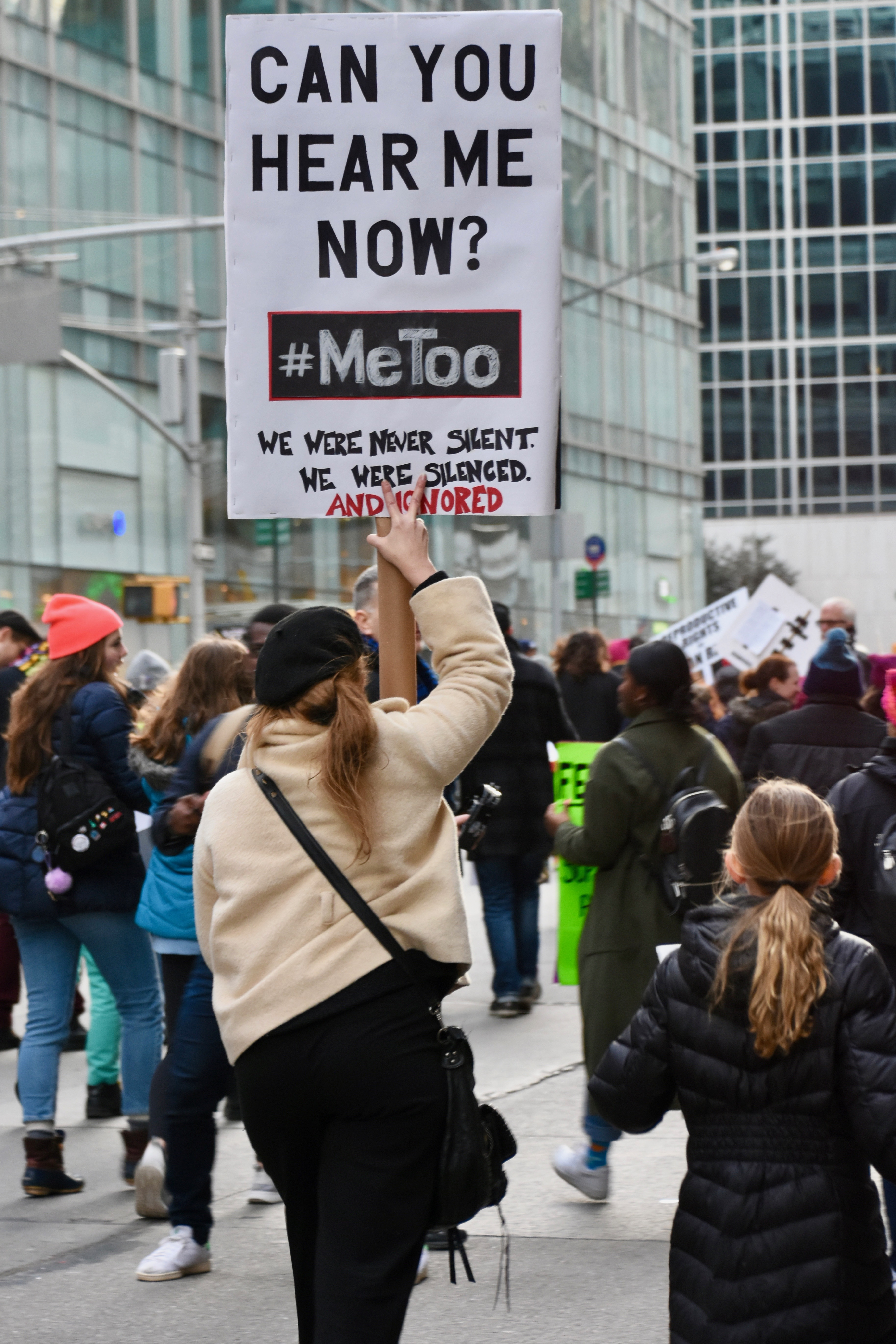
Une manifestante brandissant un panneau arborant le hashtag #MeToo, à la marche des femmes de New York, en janvier 2018.

Le mouvement #MeToo (ou mouvement Me Too) est un mouvement social encourageant la prise de parole des femmes, dans le but de faire savoir que le viol et les agressions sexuelles sont plus courants que ce qui est souvent supposé, et de permettre aux victimes de s'exprimer sur le sujet. Il est parfois présenté comme ayant débuté en 2007, mais n'est particulièrement connu que depuis octobre 2017 à la suite de l'affaire Harvey Weinstein.
Le mouvement #MeToo a été un moyen de revendication alternatif des droits des femmes […] Il est important de préciser que #MeToo ne se cantonne pas à une simple dénonciation d’agresseurs sexuels. Il prend en compte les violences sexuelles et sexistes en général, ainsi que la nécessité d’adopter des réformes concernant certaines politiques et lois. Propulsé en premier lieu par les médias occidentaux, le mouvement #MeToo a ainsi déclenché une prise de conscience quant au respect des droits des femmes et précisément quant au caractère inacceptable des violences sexuelles et de harcèlement sexuel. Le mouvement #Metoo est donc une succession d'évènements qui a poussé les femmes à s'élever contre des injustices (sexisme, stéréotypes, patriarcat) et à une prise de conscience pour les deux genres.
#MeToo est également associé à d’autres enjeux inscrits dans les revendications du féminisme parmi lesquelles : la discrimination basée sur le sexe et lié à l’abus de pouvoir, et la prise de conscience des actes de violences à caractère sexuel endurés silencieusement par les victimes. Ce dernier a été une revendication clé du mouvement. Le mouvement a attiré l’attention des victimes sur la dénonciation de nombreux comportements inappropriés, minimisés, ignorés voire acceptés en raison de leur normalisation par la société patriarcale. Ainsi, les plaintes des victimes étaient dans la plupart des cas vaines et les responsables restaient impunis. Ces tendances générales reflètent les idéologies dominantes entourant les rôles de genre et les agressions sexuelles : la culture du viol blâme les femmes pour les agressions sexuelles et échoue souvent à tenir les hommes responsables de leur propre comportement. Le mouvement a servi de tribune aux nombreuses victimes car il a soulevé des débats sur la culture de l’impunité.
#MeToo a eu un impact significatif dans plusieurs domaines comme l’industrie du divertissement, l’arène politique….
Bien que le mouvement #MeToo soit mondial, il existe des variantes locales du hashtag, selon les langues et la culture. Ce mouvement est parfois désigné par d'autres noms suivant les pays, généralement en traduisant l'expression dans la langue nationale, comme #MoiAussi au Québec, et parfois en créant une autre expression comme #BalanceTonPorc en France.

## Origines

### Premières campagnes
Une première campagne Me Too est lancée en 2007 par Tarana Burke , une travailleuse sociale afro-américaine, pour dénoncer les violences sexuelles, notamment à l'endroit des minorités,,. La date de popularisation du mot-dièse est située précisément le 5 octobre 2017.
Entre 2007 et 2017, des campagnes de témoignages sur les agressions sexuelles et le harcèlement sexuel ont lieu sur les réseaux sociaux, par exemple YesAllWomen (en) en 2014,.
À la suite de la libération de la parole des actrices d'Hollywood sur les pressions sexuelles exercées à leur encontre, naissent les hashtags ; #BeBrave, lancé par l'actrice Rose McGowan le 5 octobre 2017. De son côté #myHarveyWeinstein créé par l'avocate féministe le 6 octobre 2017, Ann Olivarius (en)
Dans ce contexte, le #BalanceTonPorc est lancé en France le 13 octobre 2017 par la journaliste Sandra Muller. Dans celui-ci, elle indique : « #BalanceTonPorc !! toi aussi raconte en donnant le nom et les détails d'un harcèlement sexuel que tu as connu dans ton boulot. Je vous attends. » Alyssa Milano, ayant joué son premier rôle dans Tendres Années (film, 1984), reprend elle aussi ce message et en le traduisant en anglais le 15 octobre 2017 sur Twitter : « If you've been sexually harassed or assaulted write 'me too' as a reply to this tweet ». Si certaines actrices dénoncent directement les agissements de Harvey Weinstein à leur encontre, ce n'est pas le cas d'Alyssa Milano, à la base de la version 2 du #MeToo mouvement. Cette dernière indique dans une interview qu'elle était amie avec la femme du producteur décrié, Georgina Chapman. Dans thecut.com, elle indique que parler contre Weinstein est : « Compliqué pour moi pour raisons personnelles. Harvey Weinstein a une femme avec qui j'ai eu le privilège de travailler ces 5 dernières années sur le Project Runway All Stars ». Dans une autre interview datée du 12 octobre, avant qu'elle lance le #MeToo, elle indique : « même avec ces sentiments forts - pas que Weinstein mais à propos du sexisme au travail en général - Cette déclaration est compliquée pour des raisons personnelles ».

### Contexte

#### Contexte américain

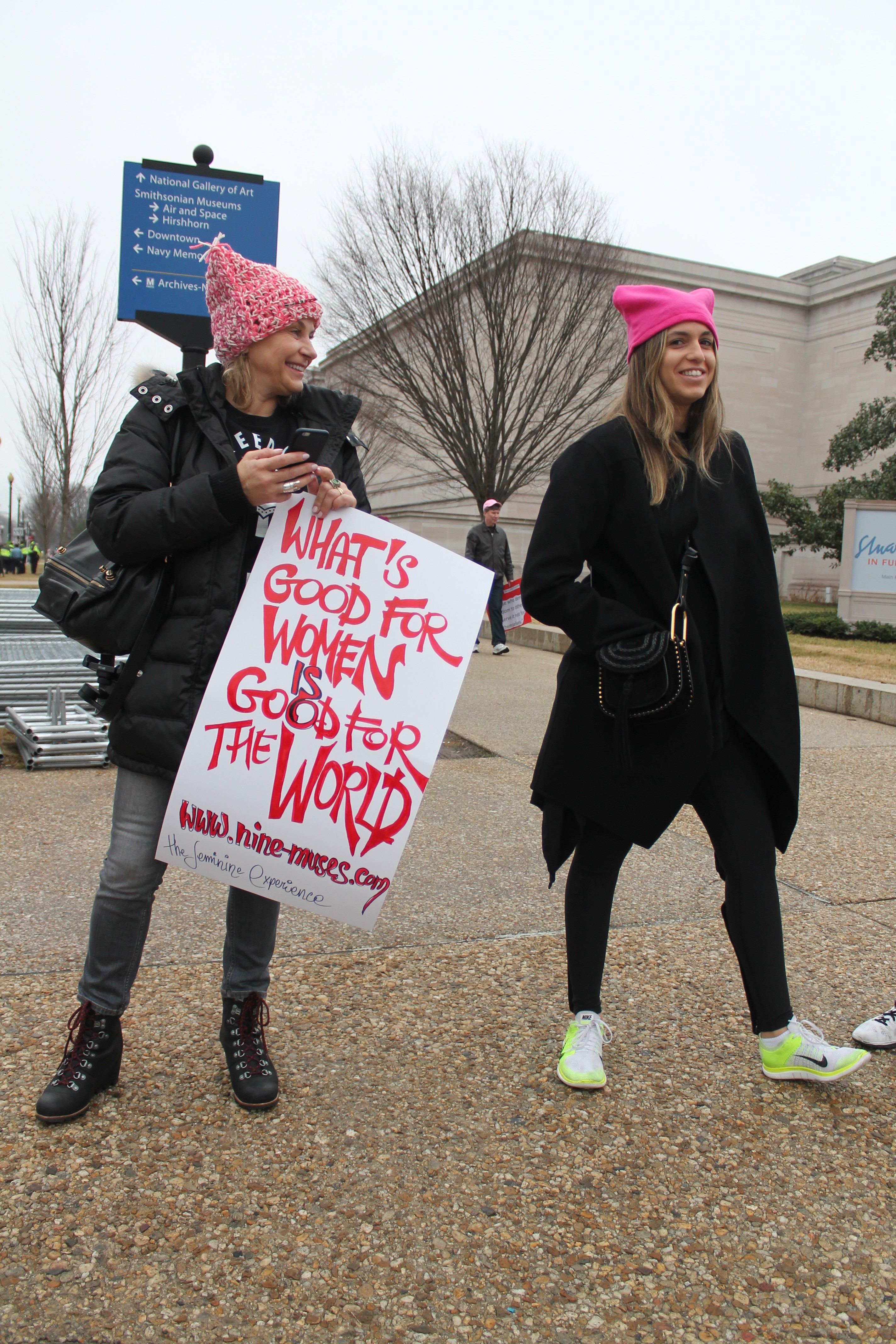
Manifestantes de la marche des femmes à Washington en 2017.

Aux États-Unis, la campagne victorieuse de Donald Trump à l'élection présidentielle de 2016, face à la première femme candidate Hillary Clinton, avait suscité un début de mobilisation pour protéger les droits des femmes,. Ainsi, dès le lendemain de son investiture, la marche des femmes rassemble plusieurs centaines de milliers de personnes à Washington, D.C., et ailleurs dans le monde le 21 janvier 2017. C'est une des plus grandes manifestations de l'histoire américaine d'après Time.

#### Violences liées au sexe en France
Les violences sexuelles commises envers les femmes et les hommes sont présentes, à différents degrés, dans tous les pays du monde. En France, une enquête menée en 2006 indique que 16 % des femmes et 5 % des hommes déclarent avoir subi des rapports sexuels forcés ou des tentatives de rapports forcés au cours de leur vie (6,8 % des femmes déclarent des rapports forcés et 9,1 % des tentatives, et respectivement 1,5 % et 3 % des hommes). Une jeune femme sur 10 de moins de 20 ans déclare avoir subi des attouchements au cours de sa vie, et près d’une sur 10 (respectivement 8,9 et 8,4 %) des conversations à caractère pornographique ou des tentatives de rapport forcé. Les attouchements surviennent très majoritairement pendant l’enfance et l’adolescence : 50 % des femmes concernées les ont subis avant l’âge de 10 ans et 50 % des hommes avant l’âge de 11 ans. Près de la moitié des attouchements ont été immédiatement suivis d’une tentative de rapport forcé, ou d’un rapport forcé (50 % pour les femmes, 44 % pour les hommes).
Les 18 et 19 octobre 2017, un sondage réalisé auprès des seuls internautes indique qu'une femme internaute sur deux, et un homme internaute sur dix, auraient été victimes d'agression sexuelle (attouchements, mains aux fesses, baisers forcés…) ou de harcèlement sexuel (propos déplacés, insultes, propositions sexuelles…) au cours de leur vie. La même étude précise que dans le milieu professionnel, 17 % des internautes femmes, et 7 % des internautes hommes, auraient subi un fait de harcèlement sexuel au travail.

### Effet Weinstein
Le 15 octobre 2017, après la publication des enquêtes accusant Harvey Weinstein d'agressions sexuelles, après la création des #BeBrave, #myHarveyWeinstein et #BalanceTonPorc, l'actrice américaine Alyssa Milano propose de partager les témoignages de violences sexuelles et de la violence contre les femmes dans différents milieux, sous le hashtag déjà existant depuis 2007 de #MeToo,,,.
En France, précédemment, le 14 octobre 2017, la journaliste française Sandra Muller propose sur Twitter le mot-dièse francophone #balancetonporc afin que « la peur change de camp » ; il est repris 200 000 fois en quelques jours. La journaliste s'est inspirée du titre d'un article sur Harvey Weinstein paru dans Le Parisien. Le mot « porc », dans son acception familière, est ici utilisé pour désigner un personnage grossier.

## Prise de parole des victimes d'agressions sexuelles
Selon le philosophe Thomas Schauder, la quantité et la diversité des témoignages indiquent que le problème n'est pas causé par des individus isolés, mais constitue un fait social collectif pouvant être étudié et susceptible d'évoluer.
Les messages liés au mouvement #MeToo font état de « violences sexuelles de tous types, allant de l’interpellation salace au harcèlement, à l’agression ou au viol ».
Les victimes évoquent des faits survenus au travail, dans le cadre familial et à l'école. Elles indiquent parfois leur âge au moment des faits, montrant la jeunesse des victimes de ces pratiques. Les milieux professionnels décrits comptent aussi bien le monde du divertissement que la politique, la finance, le sport et les nouvelles technologies.
Après les accusations portées contre Harvey Weinstein, de nombreuses célébrités sont nommément accusées d'inconduite sexuelle, dont Jean Lassalle,, Claude Lanzmann, ou Gilbert Rozon.

## Diffusion mondiale
Le mouvement #MeToo s'est diffusé dans au moins 85 pays.

### Afrique

#### Afrique subsaharienne francophone
Coumba Kane a révélé le combat des militantes africaines qui dénoncent depuis de nombreuses années l'atteinte aux droits des femmes, en Côte d'Ivoire, Sénégal, Guinée, Cameroun et Bénin.

#### Égypte
En Égypte, Nadeen Ashraf est à l'origine du mouvement MeToo après avoir créé le compte Instagram Assault Police le 1er juillet 2020.

### Amérique

#### Canada
Dans les régions francophones du Canada, principalement au Québec, le hashtag #AgressionNonDénoncée, de la Fédération des femmes du Québec existe depuis 2014. Les gens peuvent aussi employer le hashtag « #MoiAussi ».
Tout commence avec Julie Miville-Dechêne. Cette femme, présidente du Conseil du statut de la femme, fait une révélation sous #BeenRapedNeverReported sur les ondes de Radio-Canada. Elle dénonce son agression sexuelle pendant l’adolescence. Par la suite, Alexa Conradi, présidente de la Fédération des femmes du Québec (FFQ), livre, sur Twitter, qu’elle a été agressée à trois répétitions.
Le 5 novembre 2014, sur Twitter, des centaines de femmes révèlent chacune leur histoire d’agressions sexuelles sous #AgressionNonDénoncée. Ce hashtag québécois a été créé par le FFQ et la fondatrice du blogue Je suis indestructible. Cette alliance a permis de créer un endroit qui permet aux femmes de dénoncer et de rompre le silence sur leurs agressions sexuelles. De plus, ce mouvement permet de déconstruire les fausses croyances sur les agressions sexuelles ainsi que de sensibiliser à la culture du viol.
Le 16 octobre 2017, les Québécoises ont suivi la vague de dénonciation qui se produisait entre autres aux États-Unis et en France. Sous le #MoiAussi et #MeToo, elles ont raconté leur histoire. Le Regroupement québécois des centres d'aide et de lutte contre les agressions à caractère sexuel (RQCALACS) fait paraître un communiqué qui exprime l’ampleur de la masse des révélations sous les hashtags. De plus, il y a un manque d’argent pour répondre aux appels d’aides des victimes. Aussi, il y a un engorgement dans les RQCALACS, ce qui entraine un délai d’attente. À la ressource Viol-Secours, il y a une liste d’attente qui se crée. C’est une première depuis 1980. Plus précisément, c’est surtout à la suite des agressions sexuelles et des intrusions à l’Université de Laval au pavillon Alphonse-Marie-Parent.
À l'été 2020, #MoiAussi mène directement à la création de l'initiative Dis Son Nom.

##### Sur les campus universitaires
En 2012, à la suite des manifestations du « printemps érable », plusieurs étudiantes dénoncent leurs agressions. Des scénarios tels que des militantes conduites à l’extérieur du groupe qui se font agresser par d’autres militants sont racontés. Plus précisément, la vague de dénonciation est plus concentrée en 2013. C’est par dizaines que les femmes dénoncent. En premier lieu, cela est sur les réseaux sociaux, sur leur page personnelle. Par la suite, la gent féminine dénonce anonymement sur la plateforme créée par Alerta feminista.

#### Venezuela
La campagne du #metoo vénézuélien se développe en 2021 avec la mention #yositecreo (Moi je te crois) et les témoignages de victimes d'agressions sexuelles de la part de personnalités célèbres. Par exemple, dans le monde musical la justice ouvrent des enquêtes contre Alejandro Sojo, chanteur du groupe Los Colores ou Tony Maestracci, batteur des Tomates Fritos.

### Asie

#### Chine
En Chine, dans le domaine professionnel et selon une étude de 2018, 70 % des femmes interrogées indiquent faire l’objet de harcèlement.
Le cas le plus médiatisé internationalement est celui de la joueuse de tennis Peng Shuai qui accuse de viol Zhang Gaoli, premier vice-Premier ministre de 2013 à 2018 et membre du Comité permanent du bureau politique du Parti communiste chinois de 2012 à 2017. Son message est censuré peu après, puis elle n'apparaît plus en public.

#### Corée du Sud
Début janvier 2018, la Corée du Sud, à son tour, a été secouée par l'onde de choc #MeToo. Seo Ji-hyeon, une représentante du ministère public, a révélé, sur la chaîne de télévision JTBC, qu'un collègue, supérieur hiérarchique et membre du Parti démocrate de Corée, lui a imposé des attouchements. Son témoignage a suscité un élan national de soutien, l'amplification d'un mouvement #MeToo coréen naissant et a forcé le ministère de la Justice à ouvrir une enquête,. Dans une société dominée par les hommes et où les victimes de violences sexuelles préfèrent se taire par honte et crainte de représailles, des voix de femmes se sont élevées pour dénoncer des agressions sexuelles. Des personnalités politiques, du monde de la culture, de l'enseignement, du sport et de l'Église catholique ont dû présenter des excuses et démissionner de leur poste. Parmi ces hommes, plusieurs ont été poursuivis en justice,. En janvier 2019, l'agresseur de Seo Ji-hyeon a été condamné à deux ans de prison. En juillet 2020, la mort de Park Won-soon, maire de Séoul, accusé de harcèlement sexuel, a exacerbé l'antagonisme social entre des féministes remontées contre une société patriarcale et de jeunes hommes décriant leurs exigences et les avancées sociales qu'elles ont obtenues.

#### Japon
Selon le Forum économique mondial, sur le plan de l'égalité hommes-femmes, le Japon se situe, en 2019, au 121e rang mondial, parmi 153 pays, soit onze places de moins par rapport à son classement 2018,. La vie sociale japonaise est organisée par un patriarcat traditionnel bien ancré dans les mœurs et le féminisme est marginal et mal vu.
En 2015, une journaliste, Shiori Itō, dénonce publiquement l'auteur d'une agression sexuelle sur sa personne : le biographe de Shinzō Abe, Premier ministre du Japon. À l'issue de quatre années de procédure judiciaire, l'homme échappe à toute condamnation pénale. Débouté des poursuites en diffamation intentées contre sa victime présumée, il est contraint de verser à celle-ci un dédommagement de 27 000 euros,,. Au cours du déroulement de l'affaire, relayé par les médias, Shiori Itō, créatrice, en février 2018, du hashtag #WeTooJapan (« Nous aussi au Japon »), devient la figure de proue d'un mouvement #MeToo japonais de faible ampleur,. Sa prise de parole publique lui vaut des insultes et des menaces, l'obligeant à s'exiler au Royaume-Uni,. Shiori Itō dirige et produit en 2024 le documentaire Black Box Diaries qui revient sur l'affaire. Le film est nommé pour un Oscar du meilleur film documentaire, une première pour une production japonaise, mais ne trouve pourtant pas de distributeur au Japon,.
Dans son pays d'origine, les victimes de viols sont le plus souvent réduites au silence — un sondage gouvernemental de 2017 montre qu'au Japon, seuls 2,8 % des personnes victimes d'un viol ont déposé une plainte auprès de la police, et 58,9 % des personnes interrogées ont tu les faits, même à leur entourage proche. Bien que l'affaire Harvey Weinstein soit couverte par les médias, le mouvement #MeToo a peu d'écho. En 2017, la Diète du Japon étend le périmètre d'application et rend plus sévère une loi de 1907 portant sur les délits et crimes sexuels,.
Début 2019, dans le sillage du mouvement #MeToo, naît le mouvement #KuToo, un mouvement social de protestation contre l'obligation faite aux femmes japonaises de porter des chaussures à talon sur leur lieu de travail.

#### Taïwan
Marginal en 2018, le mouvement se développe particulièrement en 2023 après la sortie de la série Wave Makers, traitant entre autres des questions de harcèlement sexuel dans les partis politiques et dans la société taïwanaise,.

### Europe

#### Espagne
Le mouvement a de grandes répercussions en Espagne, notamment dans le monde politique, sportif et médiatique.
En 2019, l'histoire de Nevenka Fernández, adjointe à la mairie de Ponferrada, harcelée par le maire Ismael Álvarez, constitue l'un des premiers cas médiatiques du mouvement MeToo en Espagne. L'événement, très médiatisé, notamment par la journaliste Ana Gaitero, fait l'objet d'un documentaire, Nevenka Fernández brise le silence, de Maribel Sánchez-Maroto (2021, Netflix), puis d'un film en 2024, L'Affaire Nevenka, de la cinéaste Icíar Bollaín.
En 2023, le mouvement #SeAcabó (en français : “C’est fini !”), considéré comme le #MeToo du football espagnol, est initié après les accusations contre le dirigeant sportif Luis Rubiales, qui embrasse de force la championne Jennifer Hermoso lors de la Coupe du monde féminine de football 2023.
Le mouvement gagne également le monde du cinéma espagnol, à l'occasion de la prestigieuse cérémonie des Goya.
En 2024, Íñigo Errejón, l'un des leaders de la gauche radicale espagnole, annonce sa démission du Congrès des députés et son retrait de la vie politique, après la publication de témoignages relatant des comportements misogynes et d’agressions sexuelles de sa part,.

#### France
La variante française, parfois appelée #BalanceTonPorc, est l'une des rares à encourager les utilisateurs à partager les noms des agresseurs sexuels. D'autres hashtags ont vu le jour en 2021, à la suite du scandale qui touche Sciences Po, tels que #SciencesPorcs, #Metooinceste, et de la sortie du livre La familia grande de Camille Kouchner en janvier 2021, #Metoopolitique ou encore #Metoogay utilisé par des hommes victimes d'autres hommes, créé à la suite des scandales d'abus sexuels sur des garçons concernant Maxime Cochard, Olivier Duhamel, Claude Lévêque et Gérard Louvin.
Le « Mouvement MeToo » se caractérise ensuite par une diffusion dans de nombreux pays, où cohabitent souvent des enquêtes de « journalisme d'investigation », des enquêtes internes dans les institutions où ont été dénoncées les pratiques, et, parfois, des enquêtes de justice.
En France, apparait à cette période un #MeTooMedia quand le quotidien Libération fait sa Une du 8 novembre 2021 sur une enquête de huit pages recoupant les accusations de plusieurs femmes contre Patrick Poivre d'Arvor, ancienne star du Vingt heures de TF1, puis une enquête d'Envoyé Spécial consacrée à une autre ex-star des médias et personnalité politique, Nicolas Hulot, nourrie aussi par des investigations approfondies sur les abus sexuels.

##### Observatoire des violences sexistes et sexuelles en politique
À la suite d'un « #MeToo politique fin 2021 », de nombreuses femmes travaillant dans le milieu politique et universitaire rédigent une tribune dans Le Monde invitant à « écarter les auteurs de violences sexuelles et sexistes » de la vie politique.
Plusieurs femmes autrices de cette tribune — notamment Fiona Texeire, Mathilde Viot et Alice Coffin — cofondent en février 2022 l'« Observatoire des violences sexistes et sexuelles en politique », une association loi de 1901 visant à « recenser, documenter et soutenir les femmes victimes » d’agissements sexistes et d’agressions de la part de personnalités politiques.
En mai 2022, l'observatoire reçoit une lettre d'une femme témoignant « de faits de viol concernant Damien Abad », qui est transmise aux instances dirigeantes des Républicains et de La République en marche, ainsi qu'au procureur de la République.

##### Développements en France à partir de 2023
Pour des articles plus généraux, voir Mouvement #MeToo en France et Violences sexuelles et sexistes dans le cinéma français.

###### Dans le monde de la culture, après l'affaire Depardieu
Pour un article plus général, voir Affaire Gérard Depardieu.
À partir de 2023, l'affaire Depardieu provoque de grands remous en France, provoquant des interventions politiques, des relais médiatiques et des prises de positions d'artistes, favorable ou défavorables,,.
Les affaires Jacquot et Doillon dénoncés par Judith Godrèche, qui devient une porte parole reconnue, sont également sur le devant de la scène q.
En avril 2024, une nouvelle tribune en soutien au mouvement #MeToo, est signé par 100 personnalités du monde de la culture et publiée publiée sur le site internet du magazine Elle. Elle s'intitule "100 hommes manifestent leur soutien au mouvement #MeToo", avec la particularité inédite d'être entièrement masculine,,.
Le 2 mai 2024, en présence de Judith Godrèche qui l'avait demandée, l’Assemblée nationale décide la création d’une commission d’enquête sur « les violences commises dans les secteurs du cinéma, de l’audiovisuel, du spectacle vivant, de la mode et de la publicité ». La rapporteuse de la commission est la députée Francesca Pasquini,,. La durée prévue de la commission est de 6 mois.

###### Metoo Hôpital
Débuté en avril 2024, le mouvement #MeToo Hôpital est une vague de témoignages et de mobilisations dénonçant les violences sexistes et sexuelles subies par les femmes au sein des hôpitaux et des universités de médecine en France,,,. Inspiré du mouvement #MeToo général, il prend de l'ampleur en mai 2024 à la suite des accusations d'agressions sexuelles et de harcèlement moral portées par la cheffe du service des maladies infectieuses de l'hôpital Saint-Antoine (Paris), Karine Lacombe, contre le médecin Patrick Pelloux.
Le mouvement provoque une prise de parole de nombreuses femmes, et dénonce des agissements généralisés,,. Il engendre plusieurs manifestation.

###### Metoo enseignement catholique
En 2025, à la suite de l'affaire des abus sexuels et violences dans l'institution Notre-Dame de Bétharram, des centaines de victimes, anciens élèves d’établissements privés catholique sous contrat avec l'État, s'expriment et dénoncent les violences physiques et sexuelles subient. Une Commission d'enquête parlementaire sur les modalités du contrôle par l’État et de la prévention des violences dans les établissements scolaires est constituée à la suite de l'absence d'inspection générale de l'institution Notre-Dame de Bétharram.

#### Italie
En Italie, les femmes affichaient des histoires de harcèlement et les agressions sous le hashtag #QuellaVoltaChe (littéralement « #LaFoisOù »),.

#### Pays scandinaves
En Suède, des dizaines de milliers de femmes, représentant plus de 70 professions, ont fait part publiquement de remarques sexistes et d'agressions sexuelles dont elles ont été victimes. Dès novembre 2017, dans le milieu intellectuel, 18 témoignages de femmes accusent un Français, Jean-Claude Arnault, époux de la poétesse et académicienne Katarina Frostenson, et se disant influant sur l'attribution du prix Nobel de littérature, d'agressions sexuelles, de tentatives de viols et même d'un viol, sur une période courant de 1996 à 2017,,,. Le scandale secoue l'Académie suédoise, provoquant des départs remarqués dans cette Académie qui détermine chaque année l'attribution de ce prix littéraire de notoriété mondiale. La secrétaire perpétuelle de cette académie, Sara Danius, qui avait diligenté une enquête interne, est poussée à son tour à la démission par les partisans d'un statu quo. En mai 2018, l'attribution du prix Nobel de littérature 2018 doit être, de fait, reportée d'un an.
Au Danemark, dans un premier temps, les plus grands journaux du pays ont publié des articles souvent négatifs sur le mouvement MeToo. « Les femmes qui osaient parler étaient considérées comme des pleurnicheuses, et accusées de casser l’ambiance hygge ». Mais, en 2020, lors d'une retransmission télévisée d'un gala annuel de récompenses de performances télévisuelles et artistiques, la maîtresse de cérémonie, Sofie Linde, dénonce le sexisme de ce milieu de l'audiovisuel et du cinéma danois, et mentionne également des chantages et harcèlements sexuels dont elle a fait l’objet pendant sa carrière.

### Monde arabe
Le mot-dièse #MeToo est traduit en arabe #انا_كمان (Ana Kamen, Moi aussi) en Tunisie, en Égypte et à Dubaï.

#### Palestine
En Palestine, le mot-dièse #ana kaman (MoiAussi #انا_كمان ) a commencé à se répandre le 18 octobre 2017.

### Liste des hashtags alternatifs suivant les langues et les pays
| Pays/Langue       | Hashtag utilisé                                                                | Traduction en français      |
| ----------------- | ------------------------------------------------------------------------------ | --------------------------- |
| Albanie           | #TaniTregoj                                                                    | MaintenantRaconte           |
| Macédoine du Nord | #СегаКажувам                                                                   | MaintenantRaconte           |
| Arabe             | أنا_كمان#                                                                      | MoiAussi                    |
| Canada            | #MoiAussi                                                                      | MoiAussi                    |
| Chine             | #我也是                                                                        | MoiAussi                    |
| Corée du Sud      | #미투                                                                          | MoiAussi                    |
| Croatie           | #JaIsto                                                                        | MoiAussi                    |
| Espagne           | Espagne : #YoTambién Catalogne : #JoTambé Pays basque: #NiEre Galice: #EuTamén | MoiAussi                    |
| Inde              | #मैंभी                                                                            | MoiAussi                    |
| Iran              | #من_هم_همینطور                                                                 | MoiAussi                    |
| Japon             | #私も ou #WatashiMo                                                            | MoiAussi                    |
| Pakistan          | #میں_بھی                                                                       | MoiAussi                    |
| Royaume-Uni       | #MeToo                                                                         | MoiAussi                    |
| Russie            | #МеняТоже ou #Ятоже                                                            | MoiAussi                    |
| Suède             | #JagOckså                                                                      | MoiAussi                    |
| Taiwan            | #我也是 ou #WoYeShi                                                            | MoiAussi                    |
| Tunisie           | #EnaZeda,                                                                      | MoiAussi                    |
| Vietnam           | #TôiCũngVậy                                                                    | MoiAussi                    |
| Brésil            | #Nãoénão                                                                       | NonC'estNon                 |
| Finlande          | #Memyös                                                                        | NousAussi                   |
| France            | #BalanceTonPorc #MeTooMedia                                                    | #BalanceTonPorc #MeTooMedia |
| Israël            | גםאנחנו# #גםאני ou #גמאני                                                      | NousAussi MoiAussi          |
| Italie            | #QuellaVoltaChe                                                                | CetteFoisOù                 |
| Argentine         | #NiUnaMenos                                                                    | Même pas une de moins       |
| Norvège           | #Stilleføropptak                                                               | SilenceAvantDénonciation    |

Le 5 février 2018, la journaliste et féministe américano-égyptienne Mona Eltahawy lance le hashtag #MosqueMeToo (« MosquéeMoiAussi ») pour dénoncer les agressions sexuelles lors du hajj, qui est repris 6 000 fois par la suite.

## Influences du mouvement
Le mouvement est unique dans l'histoire du féminisme car il mobilise de très nombreuses femmes sans émaner d'une organisation militante spécifique. Il ouvre des débats dans l'espace privé, permettant aux femmes de raconter à leurs proches des agressions subies. La démarche va parfois jusqu'à aborder le sujet dans le monde du travail, voire à s'engager dans des associations militantes comme Osez le féminisme !.
Les témoignages dénoncent une atmosphère et des agressions omniprésentes, faisant s'interroger de nombreux hommes sur leur silence coupable jusque-là.

### Europe
Le Parlement européen a convoqué une session directement en réponse à la campagne #MeToo, après qu'elle a donné lieu à des accusations d'abus au Parlement et dans des bureaux de l'Union européenne à Bruxelles, selon Cecilia Malmstrom, le Commissaire Européen pour le Commerce. Au Royaume-Uni, où un scandale touche de nombreux parlementaires (en), la première ministre Theresa May a demandé au président de la chambre des communes de prendre des mesures pour mettre fin à ces comportements, et encourager les victimes à les dénoncer.
En France, les plaintes pour violences sexuelles déposées auprès de la gendarmerie augmentent de 30 % en octobre 2017. Afin de donner une visibilité au mouvement en dehors des réseaux sociaux, des manifestations sont organisées dans plusieurs villes de France le 29 octobre 2017, rassemblant jusqu'à 2 500 personnes à Paris. En France, les plaintes pour agressions sexuelles connaissent une progression de 31,5 % au quatrième trimestre 2017 (+ 18 % pour les viols) par rapport à la même période de 2016, cette hausse étant interprétée non comme une recrudescence de faits commis mais comme une moindre résignation à laisser les agressions sans suite.
En Espagne, des artistes et des associations ont rejoint le mouvement. Ils transcendent progressivement les noms des références dans le monde de la politique et des affaires.
En Suède, après la formation d'un groupe de discussion grâce au hashtag #metoo, 456 actrices signent le 9 novembre un ensemble de témoignages anonymes dans le Svenska Dagbladet, provoquant des réactions de la ministre de la Culture Alice Bah Kuhnke et du théâtre dramatique royal Dramaten. D'autres groupes de centaines, voire milliers de femmes leur emboîtent le pas, touchant tous les secteurs d'activité, y compris l'Église de Suède. Le premier ministre Stefan Löfven parle de « rompre la dépendance aux schémas patriarcaux », tandis que la responsabilité collective des hommes et l'éducation des garçons sont citées pour arrêter les agressions envers les femmes

### Canada
À Montréal, la police met en place une ligne téléphonique dédiée aux cas de harcèlement sexuel, qui reçoit 463 appels en moins de trois semaines en octobre 2017, dont 98 mènent à ouvrir un dossier d'agression sexuelle.

### États-Unis
Des actrices américaines lancent le 1er janvier 2018 le mouvement Time's Up (« il est temps » ou « c'est fini » en anglais), pour soutenir financièrement les victimes de harcèlement et agressions sexuels au travail. En un mois, le fonds a levé 20 millions de dollars, et a reçu un millier de demandes d'aide. En octobre 2019, les fonds récoltés s'élèvent à 24 millions de dollars, et plus de 3 600 personnes ont été mises en relation avec des avocats pour préparer d'éventuelles poursuites judiciaires
Ponctuellement, quelques États ont modifié leur législation pour offrir une meilleure protection contre le harcèlement sexuel aux personnes les plus susceptibles d'en être victimes : extension de la protection aux travailleurs indépendants et aux salariés domestiques dans l'État de New York, extension aux relations avec certaines catégories professionnelles (dont les producteurs) en Californie, augmentation du salaire minimum légal (2,13 dollars) pour les employés payés au pourboire dans 7 États. Au niveau fédéral, le Be Heard Act, initié à la suite de mouvements de travailleurs domestiques réclamant une meilleure protection n'a pas donné suite à leur demande, il a toutefois validé la suppression de la clause de non-divulgation qui empêchait les victimes ayant reçu des dédommagements financiers lors d'accords secrets de parler des faits subis, y compris au sein de leur famille.
Le Congrès a adopté un règlement excluant le paiement par fonds publics des accords financiers conclus par ses membres en cas de harcèlement sexuel, les sommes dépensées à titre entre 2003 et 2008 s'étant élevées à 300 000 dollars.
Un changement dans les mentalités a été observé à la suite de deux sondages successifs sur une affaire ayant confirmé au pouvoir un membre de la Cour suprême, Brett Kavanaugh, accusé d'agression sexuelle, 49 % des votants et 74 % des démocrates y décelant un effet de caste des hommes blancs protégeant leur pouvoir.

### Moyen-Orient
Le 12 mai 2018, la chanteuse israélienne Netta Barzilai remporte le concours Eurovision de la chanson 2018 avec sa chanson Toy, inspirée du mouvement #meToo.
Le 23 novembre 2019, le collectif #NousToutes organise une trentaine de marches en France qui ont regroupé plusieurs centaines de manifestants.

### Plaintes
À la suite de l'engouement qui suivit la mise en ligne du hashtag #BalanceTonPorc, le nombre de plaintes pour harcèlement sexuel ou agressions sexuelles augmente provisoirement de 20 à 30 % à Paris, avant de revenir quatre mois plus tard au niveau d'avant la création du hashtag.
Parmi ces plaintes, Henda Ayari accusant Tariq Ramadan de l'avoir violée et menacée, celui-ci est poursuivi dans le cadre de l'affaire Tariq Ramadan.
À l'inverse, la forte augmentation - 10 000 sur les 39 000 enregistrées en France entre janvier et août 2018 - des plaintes de femmes pour coups et blessures volontaires, en premier lieu dans la sphère familiale, est attribuée à une « libération de la parole » rendue possible par l'effet #MeToo.

#### Sandra Muller et Éric Brion
Le 10 janvier 2018, l'initiatrice du mouvement #BalanceTonPorc, Sandra Muller, est poursuivie en justice par Éric Brion, directeur général de la chaîne Equidia. Elle l'accusait de harcèlement dans les premiers hashtags de ce nom,. Tout en reconnaissant avoir « effectivement tenu des propos déplacés envers Sandra Muller, lors d'un cocktail arrosé très tard dans une soirée, mais à une seule reprise », il réclame « le droit à la vérité et à la nuance ». Il demande 50 000 euros de dommages et intérêts, des publications judiciaires et 10 000 euros de frais d'avocat,.
En première instance, le 25 septembre 2019, Sandra Muller est condamnée pour diffamation. Le 13 octobre 2017, elle avait écrit le tweet « #balancetonporc !! toi aussi raconte en donnant le nom et les détails un harcèlent [sic] sexuel que tu as connu dans ton boulot. Je vous attends », tout en faisant suivre ce message d'un autre qui contenait l'identité de la personne qu'elle accusait. Ce jugement est conforme à la plaidoirie des avocats de l'accusation, qui estimaient que l'expression « Tu as des gros seins. Tu es mon type de femme. Je vais te faire jouir toute la nuit. » relève de la « drague lourde » et de « propos déplacés », mais pas de harcèlement. Pour le tribunal ; Sandra Muller a tenu des « propos diffamatoires — le délit de harcèlement étant constitué par « une répétition ou une pression grave » », elle « a manqué de prudence dans son tweet, notamment en employant des termes virulents tels que “porc” pour qualifier le demandeur et “balance”, […] l'exposant ainsi à la réprobation sociale ; elle a dépassé les limites admissibles de la liberté d'expression, ses propos dégénérant en attaque personnelle ». En 2020, Éric Brion revient sur cette affaire dans le livre Balance ton père. Lettre à mes filles du premier accusé de #balancetonporc (Albin Michel) ; il y raconte comme cette histoire l'a conduit à tomber dans la « poubelle digitale ». En appel du 31 mars 2021, la condamnation est annulée, la cour estimant que « même si Éric Brion a pu souffrir d'être le premier homme dénoncé sous le #balancetonporc, le bénéfice de la bonne foi doit être reconnu à Sandra Muller »,. Le jugement est confirmé par la Cour de cassation.

#### Asia Argento
Le 19 août 2018, le quotidien The New York Times révèle que Asia Argento aurait payé 380 000 dollars à Jimmy Bennett. Le jeune homme accusait l'actrice italienne, tête de proue du mouvement #MeToo, de l'avoir agressé sexuellement dans une chambre d'hôtel en Californie le 9 mai 2013, alors qu'il n'avait que 17 ans. Le versement aurait été effectué suivant un calendrier accepté par les deux parties en avril 2018.

#### Avita Ronell
Le 13 août 2018, le quotidien The New York Times révèle qu'en mai 2018 l'université de New York a reconnu la philosophe féministe Avital Ronell coupable de harcèlement sexuel sur un de ses élèves, Nimrod Reitman. Cette condamnation fait suite à une enquête de onze mois diligentée par l'université dans le cadre du Title IX, un amendement qui impose aux universités d'enquêter sur les harcèlements sexuels qui ont lieu dans leurs établissements. Le journal titre son article « Qu'advient-il de #MeToo lorsque l'accusée est une féministe ? », et note que pour défendre l'agresseuse présumée, nombre de soutiens utiliseraient les mêmes techniques que celles dénoncées par le courant féministe : intimidation de la victime, remise en cause de sa parole, minimisation de la gravité de l'acte reproché, mise en avant des conséquences d'une plainte sur la carrière de l'auteur(e) de l'agression. Il est aussi reproché à la victime d'utiliser contre la militante féministe le Title IX qui est considéré comme un outil féministe,.

## Analyses et critiques

### Critique du système judiciaire
Pour Marie Allibert, porte-parole de l'association Osez le féminisme ! : « Ce que [le succès du hashtag] montre aussi, c'est l'incapacité de la police et de la justice à prendre en charge ces cas-là. Si les femmes pouvaient porter plainte simplement, sans que ce soit traumatisant pour elles, elles le feraient. Mais si elles n'arrivent pas à le faire, et qu'elles préfèrent parler sur Twitter, c'est parce que c'est très, très dur, encore aujourd'hui, de porter plainte »,.

### Délation et fausses accusations
En France, l'utilisation du mot « balance » est parfois prise comme un appel à la délation, et critiquée à ce titre. Ainsi, Le Canard enchaîné exprime son respect pour les femmes qui ont trouvé le courage de parler publiquement du harcèlement qu'elles ont subi, mais tient à souligner la crainte que l'étalement de ce type de propos sur la plateforme de réseau social plutôt que devant un tribunal, ne transforme Twitter en jury populaire : « Inviter à "balancer", avec tous les risques de dérives et de dérapages que l'on sait, ce n'est pas dénoncer à la justice, c'est, dans une logique de vengeance justicière, livrer des hommes à la vindicte populaire ». De même, les réactions rapides des employeurs et des médias à des accusations non étayées par une enquête portent atteinte à la présomption d'innocence. De plus, l'incitation à dénoncer l'agresseur fait courir aux victimes le risque d'une attaque en diffamation, dont Sandra Muller fait les frais deux ans après avoir lancé le mouvement en accusant un homme de harcèlement.
Pour l'humoriste et animateur français Tex, « l’histoire de Balance ton porc c’était si vraiment on vous tape, parlez-en, mais ça c’était valable pour, on va dire, 2 %. Et c’est les 98 autres pour cent qui se sont jetés dans la brèche… C’est catastrophique Balance ton porc, et c’est catastrophique dès le départ ». Il affirme plus tard que #BalanceTonPorc « C’est la fin de notre liberté. Balancer, ça veut dire trahir. On balance pas. À l’école, ceux qui balançaient, on les chopait dans un coin et on leur pétait la gueule ».
Samantha Geimer, qui a été violée dans son enfance par le réalisateur Roman Polanski, se prononce contre l'instrumentalisation des victimes de viol, et estime que le mouvement MeToo est devenu "toxique" et qu'il est exploité par des opportunistes : "Lorsqu'il est utilisé comme une arme pour attaquer des personnes célèbres ou pour nuire et diaboliser certaines personnes, je ne pense pas que ce soit l'objectif de #MeToo et il est devenu toxique et a perdu sa valeur."

### Exclusion des hommes victimes
L'artiste Tom Connan (en) explique quant à lui dans le journal L'Obs qu'il est nécessaire de ne pas exclure du combat les hommes, eux aussi victimes de harcèlement sexuel.

### Exclusion de populations défavorisées
En France, certaines femmes des quartiers populaires se sentent par ailleurs exclues de ce mouvement de libération de la parole, qu'elles considèrent comme élitiste, s'estimant réduites au silence notamment car devant faire face à des difficultés combinées sur ces sujets (violences multiples, racisme, relations difficiles voire impossibles avec la police, etc.).
La militante américaine Tarana Burke a d'abord reproché au mouvement d'ignorer le travail des femmes noires dans la création d'un dialogue sur les agressions sexuelles. Cependant, elle a salué tous ceux qui ont participé au mouvement, et a remercié Alyssa Milano d'avoir reconnu son mouvement initial.

### Autres
Pour l'actrice française Laetitia Casta qui dit « ne pas être d'accord avec cette idée de #balancetonporc », elle considère que « ce n'est pas dans l'agressivité que l'on va faire avancer les choses », ni « dans la haine de l'homme ».
L'usage du mot « porc » est lui aussi critiqué en ce qu'il encouragerait une forme de déshumanisation des auteurs d'agression, qui mènerait à créer un rapport de domination et renforcer la « guerre des sexes »,. L'intérêt marchand des médias et de la publicité dans la création d'une atmosphère très sexualisée comme dans la diffusion d'accusations non vérifiées, est lui aussi pointé du doigt,.
Pour le réalisateur Roman Polanski, visé par des accusations, #MeToo est « une hystérie collective, du genre de celles qui arrivent dans les sociétés de temps à autre ».
La journaliste Joanna Williams du magazine Spiked (en) dénonce l'hypocrisie du mouvement #MeToo à la suite des révélations sur les viols collectifs de Telford en mars 2018 soit, le pire scandale d'abus sexuels sur des enfants et des adolescentes de Grande-Bretagne. Pour la journaliste, le silence des commentateurs sur le viol des filles de la classe ouvrière est assourdissant.
Le hashtag #meToo (États-Unis, Royaume-Uni) se voit reproché de faire porter la responsabilité de dénoncer le harcèlement et les abus sexuels aux victimes, ce qui pourrait constituer un nouveau traumatisme,,,. Certains estiment que le hashtag inspire lassitude et indignation, plutôt qu'une communication émotionnellement dense,.
La journaliste française Aude Lorriaux pense que la dénonciation du harcèlement de rue rend difficile, voire honteuse, la pratique de la drague dans les espaces ouverts, ce qui pourrait à terme réduire les occasions de mixité sociale qu'elle représente.
Pour Alain Finkielkraut, dans un entretien au Figaro, « L’un des objectifs de la campagne #BalanceTonPorc était de noyer le poisson de l’islam : oubliée Cologne, oubliée la Chapelle-Pajol, oubliés les cafés interdits aux femmes à Sevran ou Rillieux-la-Pape : on traquait le sexiste là où il était une survivance honnie, et l’on couvrait du voile pudique de la lutte contre les discriminations les lieux où il façonnait encore les mœurs ».

### Tribune «Nous défendons une liberté d'importuner…»

#### Origines
Le 14 décembre 2017, Catherine Millet fait part à Peggy Sastre et Abnousse Shalmani de la phrase prononcée par l'éditrice de Sarah Chiche : « Aujourd'hui, La Vie sexuelle de Catherine M. ne pourrait plus être publié. » Cette phrase va les décider à écrire une tribune dénonçant un féminisme qui voudrait reléguer les femmes au « statut d'éternelles victimes, de pauvres petites choses sous l'emprise de phallocrates démons, comme au bon vieux temps de la sorcellerie ».

#### Publication
La tribune est publiée le 9 janvier 2018 par le quotidien du Monde sous le titre « Des femmes libèrent une autre parole », intitulé modifié dans la version web du journal en « Nous défendons une liberté d'importuner, indispensable à la liberté sexuelle ». La tribune est signée par plus de cent femmes dont Catherine Deneuve, Brigitte Lahaie et Élisabeth Lévy. Le texte dénonce notamment #balancetonporc, traduisant selon les signataires un excès de puritanisme, et accuse les réseaux sociaux d'avoir permis « une campagne de délations ».

#### Analyses
Pour certains, cette tribune oppose deux clans de femmes qui coexistent en France : un courant de femmes issues de milieux privilégiés et pas forcément féministes qui revendiquent la liberté d'expression dans le domaine de l'art, et des féministes réunies autour du hashtag #metoo qui dénoncent une forme de pouvoir masculin,. Le psychanaliste Serge Hefez analyse cette tribune comme la marque d'une criante indifférence et d'un manque de solidarité envers les femmes qui n'ont pas d'autres choix que de se soumettre.
Pour d'autres, il s'agit d'un conflit de générations où certains perçoivent en France la cohabitation de plusieurs perceptions du féminisme qui s'opposeraient dans un combat idéologique autour de la définition même du féminisme. Dans l'émission Stupéfiant ! du 22 janvier 2018, la réalisatrice Maïwenn appelle à respecter tous les points de vue.
La militante féministe Caroline De Haas est à l'origine d'une tribune cosignée par une trentaine de militants féministes répondant à la tribune des 100 femmes où elles estiment que « les signataires de la tribune mélangent délibérément un rapport de séduction, basé sur le respect et le plaisir, avec une violence […] [Elles] se trompent. Ce n’est pas une différence de degré entre la drague et le harcèlement, mais une différence de nature […] [Elles] parlent de l’éducation à donner aux petites filles pour qu’elles ne se laissent pas intimider. Les femmes sont donc désignées comme responsables de ne pas être agressées. Quand est-ce qu’on posera la question de la responsabilité des hommes de ne pas violer ou agresser ? ». En février 2018, Caroline De Haas affirme qu'« un homme sur deux ou trois est un agresseur » sexuel, ce qui provoque un tollé,.
Par la suite, Brigitte Lahaie, l’une des signataires de la tribune, publie un livre intitulé Le Bûcher des sexes, avec une phrase en bandeau : « Ni tous des porcs, ni toutes des pures » où elle affirme que « On revient dans une société où il y a des femmes qui sont bien, et des femmes qui sont pas bien », en insistant sur la dangerosité, selon elle, d’avoir comme image que « toutes les femmes sont des victimes, et que tous les hommes seraient des agresseurs ».

## Tournant lors du procès Johnny Depp contre Amber Heard?
Après le résultat du procès ayant opposé Johnny Depp et Amber Heard, certains observateurs, dont, en France, le mouvement Osez le féminisme !, s'inquiètent des conséquences de la condamnation d'Amber Heard et du traitement médiatique qui lui a été réservé sur la poursuite de la libération de la parole, et donc sur le mouvement #Metoo,, qui serait sur la fin,,. Pour l'avocat de l'actrice, cette crainte est infondée.

## Culture populaire
L'album Brol (2018) de la chanteuse Angèle contient une chanson féministe intitulée Balance ton quoi, en référence explicite au mouvement « Balance Ton Porc ». Le clip, sorti en avril 2019, est réalisé par Charlotte Abramow. On y aperçoit notamment l'acteur Pierre Niney et l'ancienne actrice pornographique Nikita Bellucci.
En 2018 également, le rappeur Vin's prend part au mouvement #MeToo en publiant un morceau du même nom, pour mettre en lumière les « abus » qui sont « banalisés », et dénoncer les violences faites aux femmes,. Cet engagement, rare dans le domaine du rap, est remarqué,,. Pour Les Inrocks, « Vin's s’attaque aux violences faites aux femmes dans un freestyle engagé et inspiré, baptisé #MeToo. Dans un texte sans équivoque, très loin des clichés machistes qui collent à la peau des rappeurs ». Il avait déjà abordé auparavant le thème de la condition des femmes dans plusieurs titres comme FreeSon ou FB....
Le film de Kitty Green The Assistant (2019), qui raconte un cas de harcèlement dans l'industrie cinématographique, primé au festival de Deauville, est considéré par la critique comme « le premier grand film de l'ère #MeToo »,,.
En 2020, paraît en français Balance Ta Bulle, un recueil collectif de bande dessinée dans lequel 62 autrices, dans le sillage du mouvement MeToo, évoquent des violences sexuelles et sexistes. Le titre original de l'ouvrage est : Drawing Power: women's stories of sexual violence, harassment and survival. L'album remporte le Prix Eisner 2020 de la meilleure anthologie.

De nombreuses références à cette formulation émergent par la suite, sous forme de pages Instagram notamment, dénonçant les violences sexistes et sexuelles dans le monde du tatouage (Balance ton tatoueur), dans le milieu professionnel en général (Balance ton stage, Balance ton cabinet), ou dans le domaine de la cuisine, de la publicité ou encore de la psychologie, dans l'enseignement supérieur, dans le milieu du sport (Balance ton sport),, etc.